# António Guterres

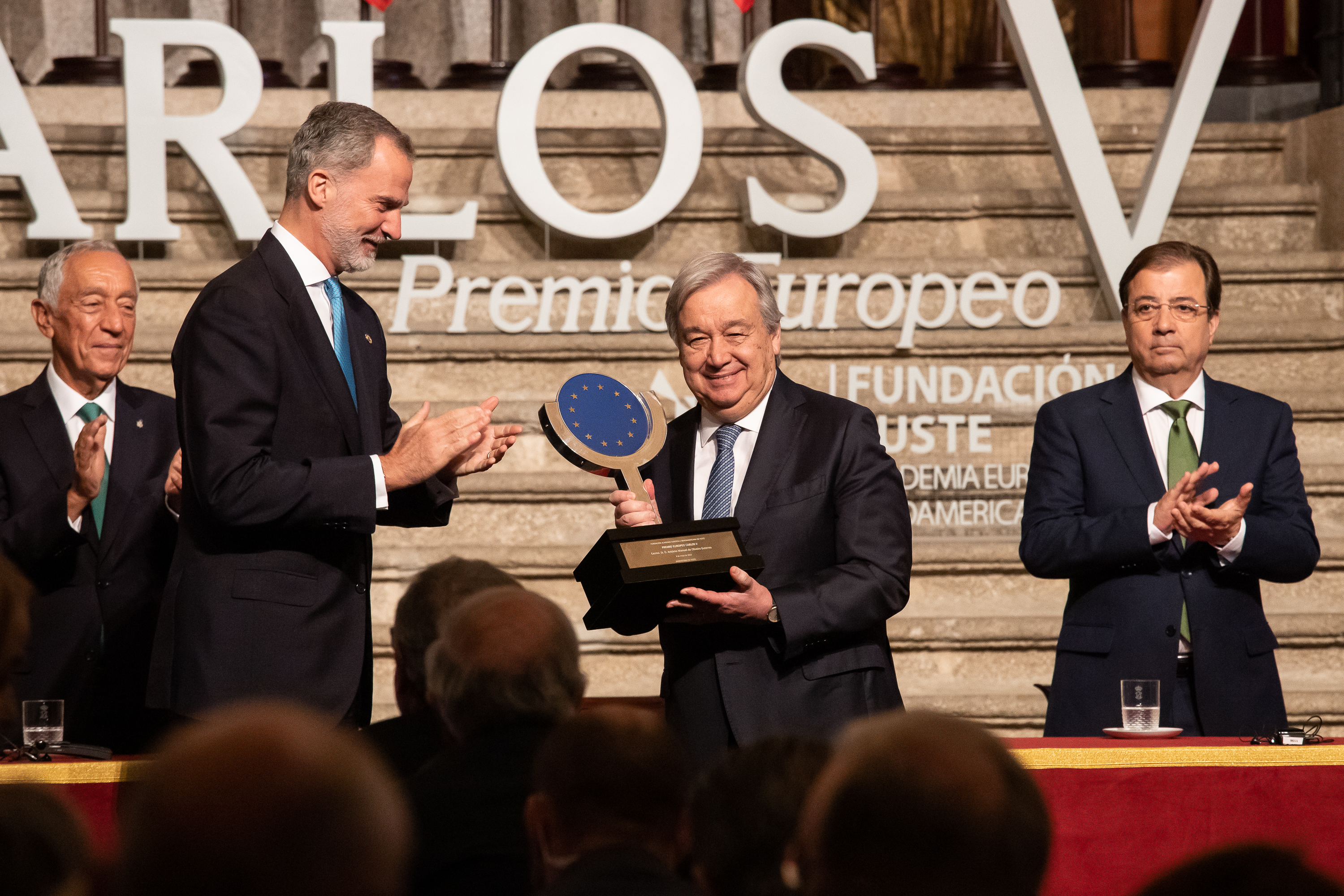
El rey Felipe VI entrega el XVI Premio Carlos V al secretario general de la ONU, Antonio Guterres, en el Monasterio de Yuste.

António Manuel de Oliveira Guterres (Lisboa; 30 de abril de 1949) es un político, empresario, ingeniero físico y profesor portugués y timorense. Desde el 1 de enero de 2017, es el secretario general de las Naciones Unidas. Anteriormente desempeñó los cargos de primer ministro de Portugal (1995-2002), presidente de la Internacional Socialista (1999-2005) y alto comisionado de las Naciones Unidas para los Refugiados (2005-2015).

## Biografía
Es hijo de Virgílio Dias Guterres (funcionario superior de la Companhia de Gás e Electricidade de Lisboa) e Ilda Cândida de Oliveira.
Durante sus años de universidad, fue cofundador del Grupo de Luz, un grupo de reflexión para jóvenes católicos, donde conoció a Vítor Melícias, sacerdote franciscano y administrador de la iglesia que sigue siendo un amigo cercano y confidente.
Estudió en el prestigioso Liceo de Camões (actual Escuela Secundaria Camões) donde se graduó en 1965, ganando el Prémio Nacional dos Liceus como el mejor estudiante del país. Estudió Física e Ingeniería Eléctrica en el Instituto Superior Técnico de Lisboa. Se graduó en 1971 y comenzó una carrera académica como profesor asistente de Teoría de Sistemas y Señales de Telecomunicaciones, antes de dejar la vida académica para iniciar una carrera política.
Activista de la Juventud Universitária Católica, participó en numerosas acciones, entre ellas las de apoyo a las víctimas de las inundaciones de 1967.

### Carrera política
Se unió al Partido Socialista de Portugal en 1974, el mismo año en que la Revolución de los Claveles llevó la democracia al país.
En 1992 fue elegido presidente del Partido Socialista y líder de la oposición frente el Gobierno de Aníbal Cavaco Silva. Fue también nombrado vicepresidente de la Internacional Socialista en septiembre de ese mismo año. Desde 1999 y hasta 2005 fue presidente de esta organización.

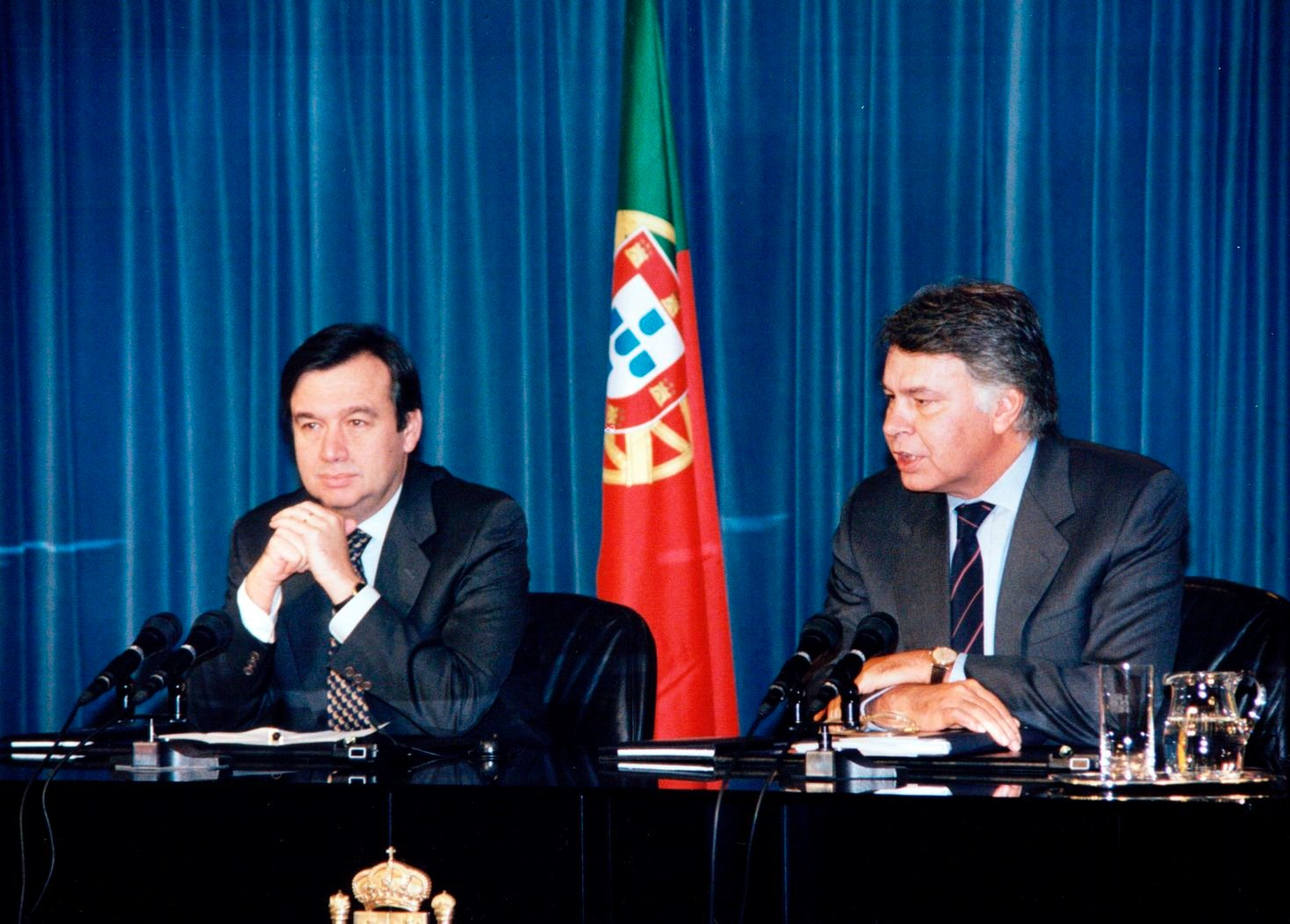
Fotografiado en una rueda de prensa en el Palacio de la Moncloa de Madrid con Felipe González en enero de 1996.

### Primer ministro de Portugal
Tras la victoria del Partido Socialista en las elecciones de 1995, Guterres fue invitado a formar Gobierno. Fue reelegido en 1999 y, desde enero hasta julio de 2000, ocupó la presidencia del Consejo Europeo. A finales de 2001, tras el resultado desastroso del Partido Socialista en las elecciones locales, Guterres renunció y terminó su gobierno. Las elecciones de 2002 las ganó el Partido Social Demócrata de José Manuel Durão Barroso.
El 2 de mayo de 1998, asistió a la cumbre que reunió en Bruselas a los principales mandatarios de la Unión Europea (UE), en la cual se aprobó la definitiva lista de los once países que integrarían el grupo de vanguardia de la recién creada moneda única europea (el euro), entre los que se encontraba Portugal.
Ese mismo año de 1998, su Gobierno convocó dos referendos, el primero de los cuales tuvo lugar en junio y llamaba a la votación sobre una posible ampliación de la despenalización de la práctica del aborto, con el resultado de la victoria del «no». El segundo referéndum se produjo en noviembre y cuestionó la llamada Ley de las Regiones, que pretendía crear una nueva organización territorial mediante la institución de ocho regiones administrativas, pero el resultado fue un fracaso de la propuesta de su Gobierno.
Su segundo mandato en el gobierno (1999-2002) tuvo conflictos internos de su partido, desaceleración económica y el desastre del puente Hintze Ribeiro (Tragedia de Entre-os-Rios). También se tomaron algunas medidas duraderas: en octubre de 2000, el Parlamento aprobó la despenalización del consumo de drogas (en vigor desde el 1 de julio de 2001) y en marzo de 2001 se legalizaron las uniones civiles entre personas del mismo sexo.

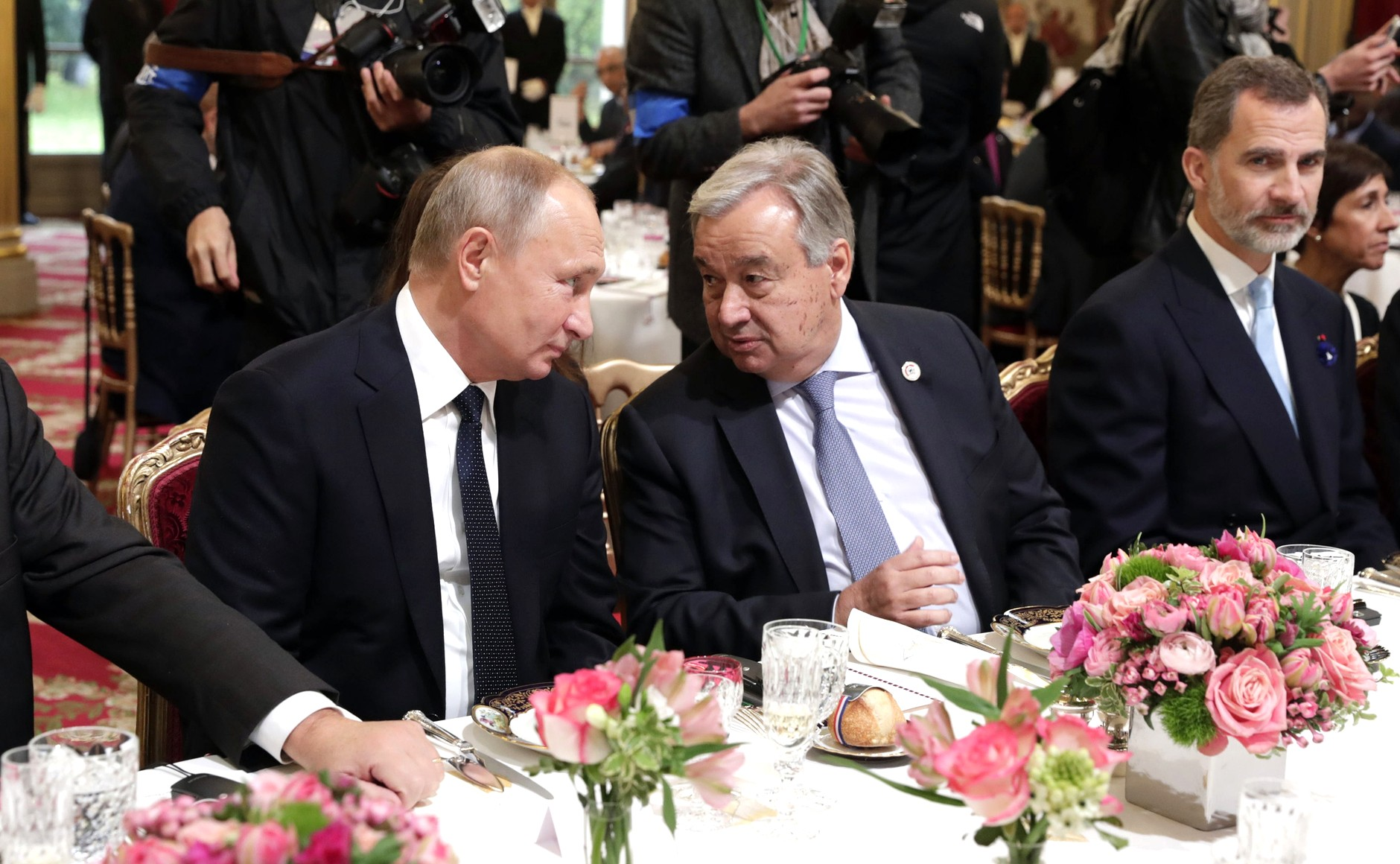
Vladímir Putin y Felipe VI de España con Guterres en el desayuno de trabajo en el Palacio del Elíseo de la República Francesa en 2018.

### Carrera diplomática

#### Alto comisionado para los Refugiados
António Manuel de Oliveira Guterres fue nombrado alto comisionado de las Naciones Unidas para los Refugiados (ACNUR) el 15 de junio de 2005, cargo en el que se desempeñó hasta el 15 de diciembre de 2015 estando al frente de la organización durante algunas de las peores crisis de refugiados de la historia, incluyendo Siria, Afganistán e Irak.
Durante sus últimos años como alto comisionado, trabajó principalmente para asegurar ayuda internacional para los refugiados de la guerra civil siria, calificando la crisis de refugiados como "existencial" para los países anfitriones (como Líbano y Jordania), y calificando la ayuda adicional como «cuestión de supervivencia» para los refugiados. Fue un firme defensor de un enfoque más coordinado y humano por parte de los países europeos ante la crisis de refugiados del Mediterráneo.  En junio de 2013, lanzó una iniciativa de ayuda de 5000 millones de dólares, la mayor de su historia, para ayudar a hasta 10,25 millones de sirios ese año.
En lo que fue ampliamente considerado una medida de relaciones públicas muy efectiva, Guterres nombró a la actriz estadounidense Angelina Jolie como su enviada especial para representar al ACNUR y a él mismo a nivel diplomático en 2012. Juntos visitaron el Centro de Alojamiento Kilis Oncupinar en Turquía (2012), el campo de refugiados de Zaatari en Jordania (2013), y el Escuadrón Marítimo de las Fuerzas Armadas de Malta (2015). También comparecieron conjuntamente ante el Consejo de Seguridad de las Naciones Unidas (2015).En 2024, por sus valores humanitarios, fue nominado al Premio Nobel de la Paz.

#### Secretario general de la ONU
En octubre de 2016, fue elegido secretario general de la ONU por un período de 5 años (2017-2021), sucediendo a Ban Ki-moon, a propuesta del Consejo de Seguridad ratificada por la Asamblea General, el 13 de octubre de 2016.  En diciembre anunció que tal como se había comprometido en su candidatura, su equipo más próximo estaría formado por tres mujeres respetando la paridad de género: la nigeriana Amina Mohammed, vicesecretaria general de Naciones Unidas; la brasileña Maria Luiza Ribeiro Viotti, su jefa de gabinete, y la coreana Kyung-wha Kang, nombrada asesora especial para asuntos políticos y respetando la diversidad geográfica.
Desde el 1 de enero de 2017, es el secretario general de las Naciones Unidas. El 18 de junio de 2021, fue reelegido para un segundo mandato de 5 años, que dio comienzo oficialmente el 1 de enero de 2022.

## Vida personal
En 1972 se casó con la psiquiatra Luísa Amélia Guimarães e Melo (1946-1998), con quien tuvo dos hijos, Pedro Guimarães e Melo Guterres y Mariana Guimarães e Melo Guterres. Su esposa murió víctima de las complicaciones de un trasplante hepático realizado en Londres en el Royal Free Hospital.
En 2001 se casó con su segunda esposa, Catarina Marques de Almeida Vaz Pinto (1960), ex secretaria de Estado portuguesa de Cultura y más recientemente secretaria de Cultura del Ayuntamiento de Lisboa.
Además de su idioma portugués nativo, Guterres habla francés, inglés y español.
Guterres es un católico practicante.

## Otras actividades
- Caixa Geral de Depósitos, miembro de la Junta Directiva (2003-2005)
- Champalimaud Foundation, miembro del Jurado del Premio Vision
- Club de Madrid, miembro (desde 2002)
- European Council on Foreign Relations (ECFR), miembro
- European Regional Innovation Awards, presidente del jurado (2004)
- Amigos de Europa. Miembro de la Junta Directiva
- Friends of Europe, miembro del Consejo de Administración
- Calouste Gulbenkian Foundation, miembro no ejecutivo de la Junta Directiva  (2013-2018)
- Miembro del Consejo de Estado de Portugal, nombrado por Marcelo Rebelo de Sousa (2015, dimitió tras su nombramiento como 9.º secretario general de la ONU)

## Premios y condecoraciones

### Portuguesas
- 2002: Orden Militar de Cristo
- 2016: Orden de la Libertad

### De otros países y organizaciones
- Orden de Leopoldo (Bélgica, 2000)
- Orden de la Cruz del Sur (Brasil, 1996)
- Primera clase de la Orden de Amílcar Cabral (Cabo Verde, 2001)
- Orden al Mérito de Chile (Chile, 2001)
- Orden de Isabel la Católica (España, 2002)
- Orden de Carlos III (España, 2000)
- Orden Nacional del Mérito (Francia) (Francia, 2002)
- Orden de Honor (Grecia, 2000)
- Orden al Mérito de la República Italiana (Italia, 2001)
- Orden del Sol Naciente (Japón, 2002)
- Orden Mexicana del Águila Azteca (México, 1999)
- Grand cordón del orden nacional del Mérito (Níger, 2022)
- Orden al Mérito de la República de Polonia (Polonia, 1997)
- Grand cordon de l'ordre de la République (Túnez, 2002)
- Orden del Príncipe Yaroslav el Sabio (Ucrania, 2002)
- Gran oficial de la Orden de la República Oriental del Uruguay (Uruguay, 1998)
- 2005: Personalidad del Año por la Asociación de la Prensa Extranjera en Portugal (AIEP)
- 2007: Premio a la Libertad
- 2009: Premio Internacional Calouste Gulbenkian (compartido con el Instituto de Investigación para la Paz en el Medio Oriente)
- 2009: Forbes lista de personas más poderosas del mundo en 2009 [62]
- 2015: Premio Democracia Averell Harriman W.
- 2015: El Premio Nacional Alemán de Sostenibilidad
- 2019: Premio Carlomagno
- 2023: Premio Europeo Carlos V

### Académicas honoríficas
- Doctor honoris causa por la Universidad de Beira Interior (2010)
- Doctor honoris causa por la Universidad de Meiji (Japón) (2014)
- Doctor honoris causa por la Universidad de Carleton (Canadá) (2016)
- Doctor honoris causa por la Universidad de Coímbra (Portugal) (2016)
- Doctor honoris causa por la Universidad Europea de Madrid (España) (2016)
- Doctor honoris causa por la Universidad de Carolina del Sur (EE. UU.) (2017)